# 5. август
5. август (5.08.) је 217. дан у години по грегоријанском календару (218. у преступној години). До краја године има још 148 дана.

## Догађаји
- 1552 — Турска флота под командом Синан-паше поразила је ђеновљанску флоту у бици код Понтиских острва.
- 1583 — Хемфри Џилберт основао прву енглеску колонију у Северној Америци, у Сент Џонсу на Њуфаундленду.
- 1716 — Царски фелдмаршал принц Еуген Савојски са армијом од око 83.000 војника у бици код Петроварадина нанео тежак пораз османској војсци од 120-150.000 људи под командом великог везира Дамад Али-паше. У бици погинуло око 3.027 аустријских и око 5-6.000 османских војника. Годину дана касније Еуген Савојски освојио Београд, који је остао под хабзбуршком влашћу до 1739.
- 1824 — Грчка флота под командом Константина Канариса је поразила османску флоту у бици код Самоса.
- 1895 — Почиње шаховски турнир у Хејстингсу.
- 1914 —
  - Црна Гора објавила рат Аустроугарској.
  - Куба, Мексико, Уругвај и Аргентина прогласиле неутралност у Првом светском рату.
  - Први електрични саобраћајни сигнали за регулисање различитих саобраћајних праваца постављени у авенији Еуклид и Источној 105. улици у Кливленду, у америчкој држави Охајо.
- 1915 — Немци у Првом светском рату окупирали пољску престоницу Варшаву.
- 1940 — Летонија ушла у састав СССР под називом Летонска Совјетска Социјалистичка Република.
- 1941 — Окончана је битка за Смоленск предајом око 300.000 совјетских војника.
- 1943 — Плотунима из 222 артиљеријска оружја у Москви су, у Другом светском рату, обележене победе над немачким трупама на Источном фронту. Совјетска армија ослободила градове Орел и Бјелгород.
- 1949 — У земљотресу јачине 6,7 степени Рихтерове скале у Еквадору погинуло око 6.000 људи, а око 100.000 остало без домова.
- 1960 — Буркина Фасо, која се тада звала Горња Волта, је добила независност од Француске.
- 1963 — СССР, САД и Уједињено Краљевство потписали у Москви споразум о забрани нуклеарних проба.
- 1974 — Председник САД Ричард Никсон признао да је учествовао у прикривању афере „Вотергејт“ и блокирању истраге о упаду у седиште Демократске странке у пословном центру „Вотергејт“. Поднео оставку 9. августа.
- 1994 — Авиони НАТО бомбардовали положаје Војске Републике Српске око Сарајева, пошто су припадници Војске Републике Српске узели део наоружања из складишта мировних снага УН на планини Игман.
- 1995 — САД и Вијетнам успоставили дипломатске односе после вишедеценијског непријатељства и заложили се за унапређење међусобне сарадње.
- 2001 — Талибанска влада у Авганистану затворила осам страних хуманитарних радника под оптужбом да су ширили хришћанство међу муслиманима.

## Рођења
- 1397 — Гијом Дифе, франкофламански композитор. (прем. 1474)
- 1540 — Јосиф Скалигер, француски историчар. (прем. 1609)
- 1802 — Нилс Абел, норвешки математичар. (прем. 1829)
- 1827 — Деодоро де Фонсека, бразилски маршал и политичар, први председник Бразила. (прем. 1892)
- 1844 — Иља Рјепин, руски сликар и вајар. (прем. 1930)
- 1850 — Ги де Мопасан, француски писац и песник. (прем. 1893)
- 1878 — Јоксим Гајић, пешадијски бригадни генерал Краљевине Србије и Краљевине Југославије. (прем. 1962)
- 1890 — Наум Габо, руски вајар, сликар, архитекта и дизајнер. (прем. 1977)
- 1906 — Џон Хјустон, амерички редитељ, сценариста и глумац. (прем. 1987)
- 1930 — Нил Армстронг, амерички астронаут, први човек који је крочио на Месец. (прем. 2012)
- 1935 — Ванда Вентам, енглеска глумица.
- 1936 — Џон Саксон, амерички глумац. (прем. 2020)
- 1939 — Ратомир Вићентић, српски кошаркаш. (прем. 2009)
- 1948 — Реј Клеменс, енглески фудбалски голман и фудбалски тренер. (прем. 2020)
- 1959 — Пит Бернс, енглески музичар, најпознатији као оснивач и певач групе Dead or Alive. (прем. 2016)
- 1961 — Џенет Мактир, енглеска глумица.
- 1962 — Патрик Јуинг, јамајчанско-амерички кошаркаш и кошаркашки тренер.
- 1963 — Марк Стронг, енглески глумац.
- 1964 — Зоран Сретеновић, српски кошаркаш и кошаркашки тренер. (прем. 2022)
- 1966 — Џејмс Ган, амерички редитељ, продуцент и сценариста.
- 1967 — Патрик Бауман, швајцарски кошаркаш и кошаркашки тренер, генерални секретар ФИБА (2003—2018). (прем. 2018)
- 1968 — Марин ле Пен, француска политичарка.
- 1976 — Дамир Скомина, словеначки фудбалски судија.
- 1977 — Гордан Кичић, српски глумац, продуцент, сценариста, редитељ и ТВ водитељ.
- 1978 — Рита Фалтојано, мађарска порнографска глумица и модел.
- 1984 — Никола Росић, српски одбојкаш.
- 1987 — Лекси Бел, америчка порнографска глумица.
- 1989 — Даница Радојчић, српска фармацеуткиња, научница и певачица.
- 1992 — Кори Валден, амерички кошаркаш.
- 1995 — Радован Панков, српски фудбалер.
- 1998 — Мими Кин, енглеска глумица.
- 2001 — Ентони Едвардс, амерички кошаркаш.

## Смрти
- 1895 — Фридрих Енгелс, немачки филозоф, историчар, комуниста, социолог, новинар и револуционар. (рођ. 1820)
- 1923 — Ватрослав Јагић, хрватски филолог и слависта. (рођ. 1838)[1]
- 1924 — Јован Храниловић, гркокатолички је свештеник, песник и новинар. (рођ. 1855)[2]
- 1955 — Кармен Миранда, португалско-бразилска певачица, плесачица и глумица. (рођ. 1909)
- 1957 — Хајнрих Ото Виланд, немачки хемичар, добитник Нобелове награде за хемију (1927). (рођ. 1877)
- 1963 — Салвадор Бакарисе, шпански композитор. (рођ. 1898)
- 1984 — Ричард Бартон, велшки глумац. (рођ. 1925)
- 1986 — Химзо Половина, босанскохерцеговачки музичар. (рођ. 1927)
- 1991 — Јован Аћин, српски редитељ и сценариста. (рођ. 1941)
- 1998 — Тодор Живков, бугарски политичар и државник. (рођ. 1911)
- 2000 — Алек Гинис, енглески глумац. (рођ. 1914)[3]
- 2020 — Исидора Бјелица, српска књижевница и ТВ водитељка. (рођ. 1966)

## Празници и дани сећања
- Српска православна црква слави:
  - Свете мученике Трофима и Теофила
  - Свештеномученика Аполинарија
- 1960 — Горња Волта стекла независност од Француске.